# Nevada holmgrenii
Nevada holmgrenii là một loài thực vật có hoa trong họ Cải. Loài này được (Rollins) N.H. Holmgren mô tả khoa học đầu tiên năm 2004.